# ان‌جی‌سی ۴۷۹۰
ان‌جی‌سی ۴۷۹۰ (انگلیسی: NGC 4790) نام یک کهکشان در صورت فلکی دوشیزه است.